# 原田経史
原田 経史（はらだ つねふみ、1968年8月13日 - ）は、メディアクリエイター、プランナー、プロデューサー。

## 人物
広告代理店（現ADK）退社後、株式会社ROBOTの企画開発部に約8年間所属していたが、2006年9月に退社。東京都出身。原田經史、原田三十三、原田三十四（加齢ごとに変更、2007年4月時点では原田三十八）は同一人物。
「トラブルチョコレート」企画・原作者
2007年、(株)プラスヘッズ入社、The World of GOLDEN EGGSの製作に携わるシーズン2プロデューサー。
2008年、ソニー・デジタルエンタテインメント・サービスにてアイドルグループCutie Paiのマネージメントを担当。
2009年、新アイドルグループ「銀河っ娘クラブ」惑星入国管理局に加入。

## 原案・原作の作品

### アニメ
- トラブルチョコレート

## プロデュース作品
- MGアキバ144シリーズ

## アイドル
- Cutie Pai（マネージメント）

惑星アイドルプロジェクト銀河っ娘クラブ